# Геннадій (Гонозов)
Генна́дій (світське прізвище — Гонозов або Гонзов; бл. 1410– 13(04).12.1505) — новгородський і псковський архієпископ (1484—1504). Канонізований РПЦ як преподобний. Православна церква вшановує його пам'ять 4 грудня (старий стиль). Відомий як реформатор церковного життя в Великому князівстві Московському, уклав церковний устав, де вказано порядок служб, розрахував Пасхалії, вимагав від духовенства дотримання канонів, грамотності, доброчинності. Боровся з єретиками, зокрема «пожидовілими», які прибули у Новгород Великий з оточенням київського князя Михайла Олельковича (1470). За участі Г. 1499 укладений перший повний список Святого Письма (див. Геннадіївська Біблія) церковнослов'янською мовою. У грудні 1504 на соборі РПЦ Г. домігся того, що на «пожидовілих» було накладено анафему. Невдовзі був зміщений з архієрейської кафедри. Помер в опалі.